# Kościół św. Marii Magdaleny w Suchożebrach
Kościół świętej Marii Magdaleny – rzymskokatolicki kościół parafialny należący do dekanatu Suchożebry diecezji siedleckiej.
Obecna murowana świątynia została zbudowana w latach 1772−1782 dzięki staraniom księżnej Aleksandry Ogińskiej, właścicielki Suchożebrów i Siedlec. konsekrowana została w 1837 roku. Podczas działań wojennych w lipcu 1944 roku budowla została częściowo uszkodzona. W 1946 roku wysadzone wieże zostały odbudowane. Kościół został wzniesiony na planie prostokąta i jest zwrócony prezbiterium w kierunku północnym. Świątynia reprezentuje styl klasycystyczny, posiada jedną nawę, we wnętrzu jest wydzielone prezbiterium. Ołtarz główny został również zbudowany w stylu klasycystycznym i pochodzi z końca XVIII wieku. Wyposażenie powstało w XVIII i XIX wieku.